# Hattan Bahebri
Hattan Sultan Bahebri (arabisch هتان سلطان باهبري, DMG Hattān Sulṭān Bāhibrī; * 16. Juli 1992 in Dschidda) ist ein saudi-arabischer Fußballspieler.

## Karriere

### Verein
Er begann seine Karriere bei al-Ittihad, in der Saison 2012/13 gewann er mit seiner Mannschaft den saudischen Pokal. Im Juli 2014 wurde er schließlich zu al-Khaleej verliehen. Nach seiner Rückkehr im Mai 2016 verblieb er jedoch nicht mehr lange bei seinem Stammklub, sondern schloss sich zur Saison 2016/17 al-Shabab an. Hier gelang ihm mit seiner Mannschaft in der Saison 2019/20 seine erste Meisterschaft. Noch vor dem Ende der Saison wechselte er aber in den Kader von al-Hilal.
Bei dem Rekordmeister gewann er schließlich noch die AFC Champions League sowie noch einmal den Pokal und den Meistertitel. Im August 2021 kehrte er schließlich zu al-Shabab zurück.

### Nationalmannschaft
Sein Debüt in der Nationalmannschaft von Saudi-Arabien hatte er am 25. Dezember 2017 bei einem 0:0 im Rahmen des Golfpokals 2017 gegen die Vereinigten Arabischen Emirate. Hier wurde er in der 68. Minute für Salman al-Muwashar eingewechselt. Nach ein paar weiteren Freundschaftsspielen folgte seine Einberufung in den Kader der Weltmeisterschaft 2018, hier kam er in jedem Gruppenspiel zumindest kurz zum Einsatz. Sein nächstes Turnier war dann die Asienmeisterschaft 2019, wo er ebenfalls in jedem Spiel zum Einsatz kam. Bei dem 4:0-Sieg über Nordkorea in der ersten Partie des Turniers erzielte er zudem sein erstes Länderspieltor. Danach kam er bislang in weiteren Qualifikations- und Freundschaftsspielen sowie im Golfpokal 2019 zum Einsatz.